# José Antonio González Casanova
José Antonio González Casanova (Barcelona, 1935-29 de octubre de 2021) fue un político, abogado y escritor  español.

## Biografía
Estudió Derecho en la Universidad de Barcelona. En 1967 obtuvo la cátedra de Derecho político de la Universidad de Santiago de Compostela y en 1971 ocupó la cátedra de Teoría del Estado de la Facultad de Ciencias Económicas de la Universidad de Barcelona.
Comprometido políticamente, fue uno de los fundadores del Front Obrer de Catalunya, que abandonó en 1970 para incorporarse, primero al Partit Socialista de Catalunya-Congrés, y después al Partit dels Socialistes de Catalunya. Colaboró en Tele/eXprés y el Diari de Barcelona, y en La Vanguardia y El País. Fue uno de los expertos constitucionalistas del Partido Socialista Obrero Español (PSOE) que, después de las elecciones generales de 1977, trabajó en la redacción de la Constitución española de 1978. Fue miembro del Consejo de Garantías Estatutarias de Cataluña antes del estatuto de 2006, Consejo Consultivo de la Generalidad de Cataluña.

## Obras destacadas
- El cambio inacabable (1975-1985)
- Federalisme i autonomia a Catalunya (1868-1938) (1974),
- La lucha por la democracia en España (1975)
- Qué es la República (1976)
- La lucha por la democracia en Cataluña (1979)
- L'estatut de Catalunya.
- Dictadores, Dictaduras (1981). ISBN 84-7368-027-8